# St. Anna (Mołtajny)
Die Kirche St. Anna in Mołtajny (deutsch Molthainen) ist ein Bauwerk aus dem zu Ende gehenden 14. Jahrhundert. Bis 1945 war sie zentrales Gotteshaus des evangelischen Kirchspiels Molthainen (Molteinen) in Ostpreußen und ist heute römisch-katholische Pfarrkirche in der polnischen Woiwodschaft Ermland-Masuren.

## Geographische Lage
Mołtajny liegt in der nördlichen Mitte der Woiwodschaft Ermland-Masuren unweit der Grenze zur russischen Oblast Kaliningrad (Königsberger Gebiet). Das Dorf ist von Aptynty (deutsch Aftinten) an der Woiwodschaftsstraße 591 (ehemalige deutsche Reichsstraße 141) aus zu erreichen.
Die Kirche steht im Südwesten des Ortes unweit des Jezioro Arklickie (Arklitter Sees).

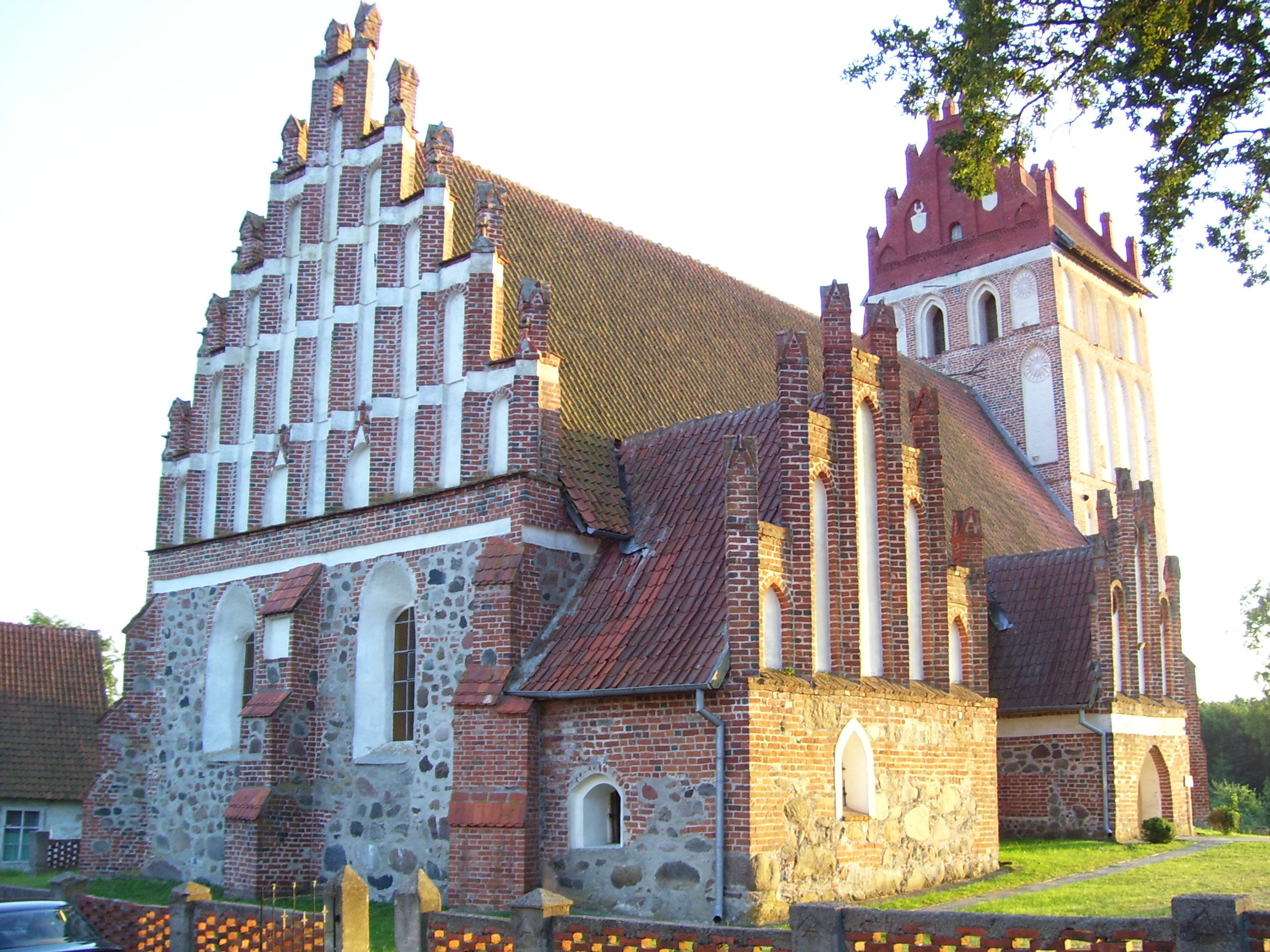
Der Staffelgiebel an der Ostseite sowie an den Vorbauten

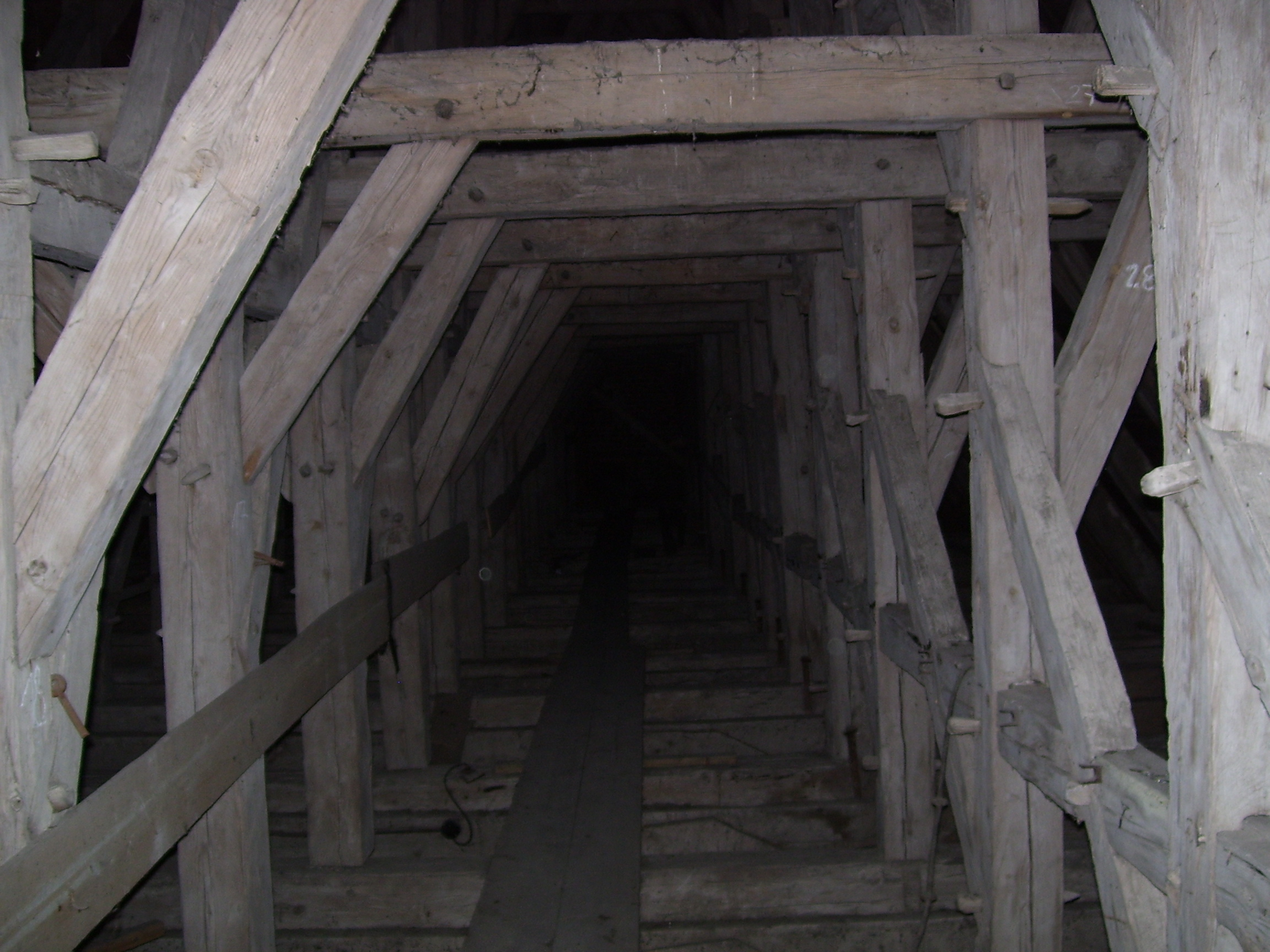
Gebälk im Dachstuhl der Kirche

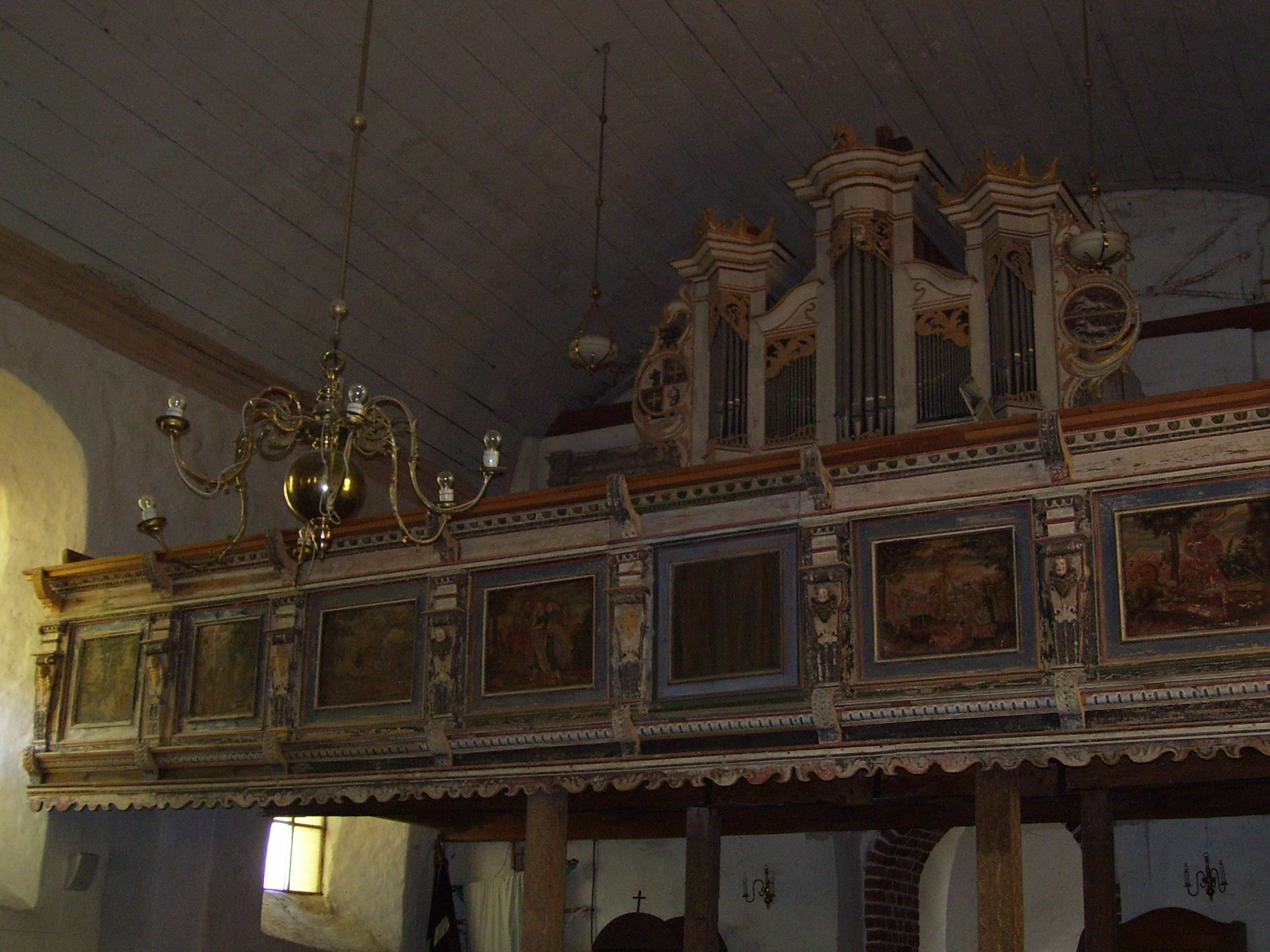
Die Obuch-Orgel auf der Westempore, davor Kronleuchter aus dem 17. Jahrhundert

## Kirchengebäude
Bei der Kirche in Mołtajny handelt es sich um ein Gotteshaus aus der Zeit um 1384. Der rechteckige verputzte Bau wurde aus Feldsteinen und Ziegeln im Stil der Backsteingotik errichtet, mit einem Staffelgiebel im Osten und vorgelegtem Westturm. Letzterer ist mit Blenden und Fialen reich verziert, um 16. Jahrhundert wurde er noch erhöht. Die Sakristei von etwa 1500 hat innen Sterngewölbe und ist vergleichsweise groß. Die Vorhalle stammt wohl aus der Zeit vor 1400 und wird innen von einer Holztonnendecke überwölbt.
Der Kircheninnenraum mit Emporen wird von einer Holzecke überwölbt. Zur Ausstattung gehört die Kanzel aus dem Jahre 1782, die über dem gleichzeitig entstandenen – ebenfalls in einfachen Formen ausgeführten – Altar angebracht ist. Es soll sich hier um eine Stiftung des Gutsbesitzers und Pastrons Albrecht von und zum Egloffstein und seiner Familie aus Arklitten (polnisch Arklity). Das Gestühl entstammt dem 16. Jahrhundert und wurde 1750 neu bemalt. Vom Ende des 17. Jahrhunderts stammt der große Messingkronleuchter.
Im Jahre 1782 fertigte Orgelbaumeister Christoph Heinrich Obuch in Mohrungen (polnisch Morąg) die Orgel der Kirche an, die auf der Westempore steht. Das Werk ist einmanualig mit Pedal und hat 14 Register.
Das Geläut bestand ursprünglich aus drei Glocken, von denen eine die Aufschrift „im Jahre 1500 gegossen“ trug.
Nach 1945 ging die Kirche in den Besitz der Römisch-katholischen Kirche über. Sie ist wieder eine Pfarrkirche, jetzt der Hl. Anna gewidmet. Bis 1730 soll ein Gemälde von ihr im Kirchturm aufbewahrt worden sein. Die innere Gestaltung der Kirche wurde dem neuen liturgischen Gebrauch entsprechend geändert.

## Kirchengemeinde

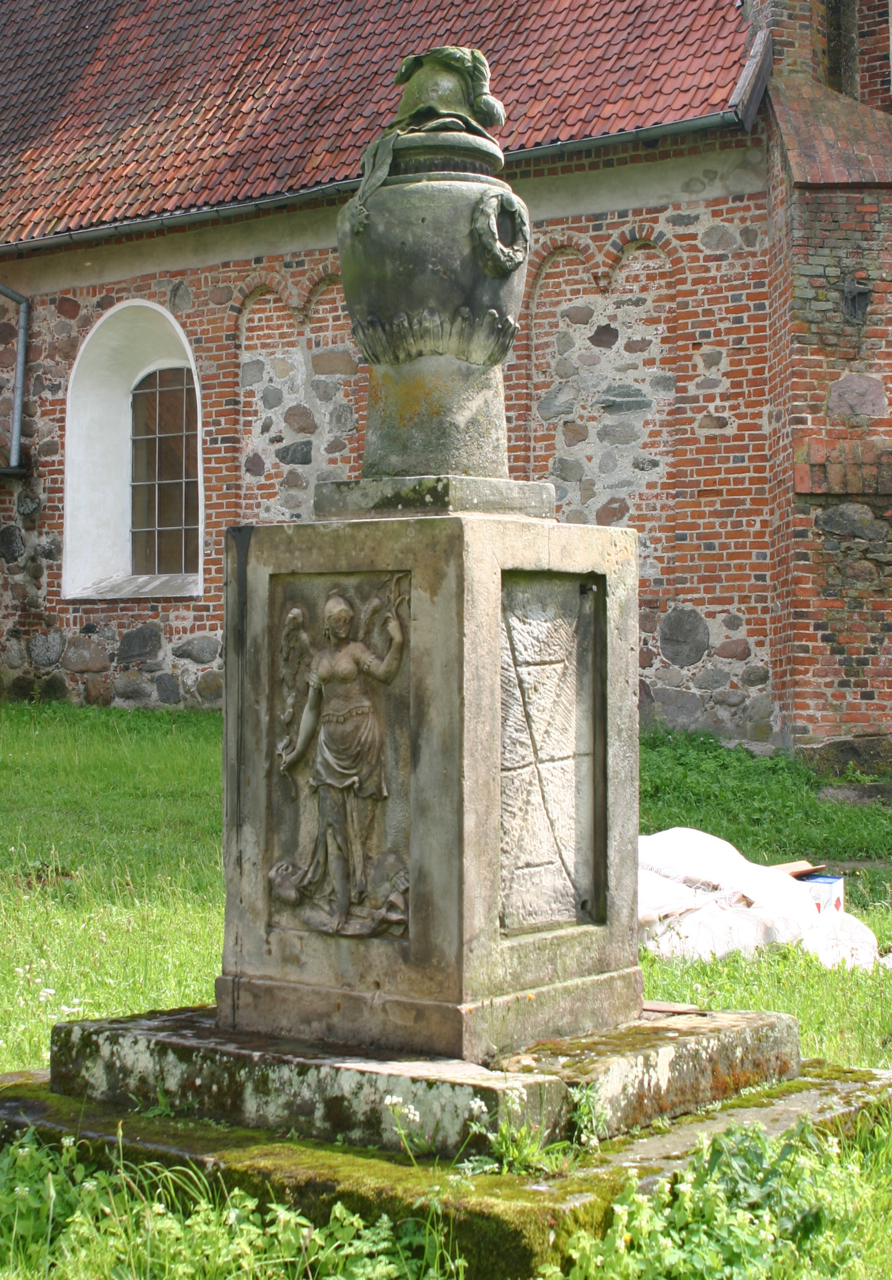
Postament (ohne Beschriftung) der Grabstelle derer von und zum Egloffstein auf dem Kirchhof Mołtajny

Eine Kirche wurde in Molthainen im Jahre 1384 erstmals erwähnt. Ihre Gründung ist also vorreformatorisch. Im Jahre 1486 amtierte hier ein Pfarrer Balthasar Lößenstein. Molthainen gehörte bis zur Reformation zum Aufsichtsbezirk des Erzpriesters von Schippenbeil (polnisch Sępopol).

### Evangelisch

#### Kirchengeschichte
Mit Einzug der Reformation in Ostpreußen wurde die Molthainer Kirche ein evangelisches Gotteshaus. Es gehörte bis 1945 zum Kirchenkreis Gerdauen in der Kirchenprovinz Ostpreußen der Kirche der Altpreußischen Union. Die Gemeinde war eine Patronatsgemeinde. Kirchenpatron war der Gutsbesitzer von Arklitten (polnisch Arklity), in den 1920er Jahren der Graf von und zum Egloffstein, der in Kromlau bei Weißwasser/Oberlausitz residierte. Im Jahre 1925 zählte das Molthainer Kirchspiel insgesamt 1.950 Gemeindeglieder, die in nahezu 20 Dörfern, Ortschaften und Wohnplätzen wohnten.
Flucht und Vertreibung der einheimischen Bevölkerung setzten der Arbeit der evangelischen Kirchengemeinde Molthainen ein Ende. Die heute hier lebenden wenigen evangelischen Kirchenglieder gehören zur Kirchengemeinde in Barciany (Barten), einer Filialgemeinde der Pfarrei Kętrzyn (Rastenburg) in der Diözese Masuren der Evangelisch-Augsburgischen Kirche in Polen.

#### Kirchspielorte
Zum Kirchspiel Molthainen (Molteinen) gehörten bis 1945 als Dörfer, Ortschaften und Wohnplätze:
| Deutscher Name          | Polnischer Name | Deutscher Name   | Polnischer Name |
| ----------------------- | --------------- | ---------------- | --------------- |
| * Aftinten              | Aptynty         | Fritzendorf      | Frączkowo       |
| Althagel                | Gradowo         | Koskeim          | Koskajmy        |
| * Arklitten             | Arklity         | Krausen          | Kotki           |
| Berg                    | Górki           | Markhausen       | Markuzy         |
| Berthawerth             |                 | Mintwiese        | Mintowo         |
| * Bieberstein           | Bobrowo         | Rauttershof      | Ruta            |
| Blandau                 | Błędowo         | Schätzels        | Czaczek         |
| * Doyen 1938–1945 Dugen | Duje            | Schätzelshöfchen | Cacki           |
| Egloffstein             | Główczyno       | Willkamm         | Wielewo         |

Der * kennzeichnet einen Schulort

#### Pfarrer
Von der Reformation bis 1945 amtierten an der Kirche Molthainen als evangelische Geistliche die Pfarrer:
- N. Krüger, 1560
- Balthasar Eyben, ab 1587
- Michael Wegner, 1601
- Severin Ursinus, 1630
- Peter Marquard, 1644–1679
- Christian Gottlieb Marquard, 1680–1711
- Christoph Theodor Marquard, 1711–1728
- Johann Friedrich Kahnert, 1728–1742
- Daniel Christoph Kalau, 1743–1776
- Georg Karl Schleswig, 1776–1810
- Johann Gotthard Graap, 1811–1833
- Julius Christlieb Heinersdorff, 1833–1875
- Bernhard Julius Hoppe, 1875–1884
- Eduard Rudolf Wilh. Rousselle, 1884–1898
- Hermann Friedrich Wilhelm Boye, 1898–1901
- Hermann „Erich“ Kramm, 1901–1920
- Kurt Steinwender, 1910–1915
- Adalbert Schwede, 1915–1918
- Horst Schirmacher, 1919–1921
- Friedrich Schauer, 1920–1929
- Bernhard Kreutzberger, 1930–1931
- Gottmar Helmut Kuessner, 1931–1935
- Friedrich Naujoks, 1936–1937
- Günther Hartwig, bis 1939

#### Kirchenbücher
Von den Kirchenbuchunterlagen der Pfarrei Molthainen (Molteinen) sind erhalten und werden bei der Deutschen Zentralstelle für Genealogie in Leipzig aufbewahrt:
- Taufen: 1660–1723, 1764–1874
- Trauungen: 1645–1729, 1734–1767, 1800–1874
- Begräbnisse: 1645–1821, 1828–1874

### Katholisch
Vor 1945 lebten relativ wenig Katholiken in der Region um Molthainen. Sie waren in die Kirche St. Bruno in Insterburg (heute russisch Tschernjachowsk) im damaligen Bistum Ermland eingepfarrt.
Aufgrund der Neuansiedlung zahlreicher polnischer Bürger in dem dann „Mołtajny“ genannten Dorf stieg die Zahl der katholischen Einwohner. Sie übernahmen das bisher evangelische Gotteshaus als ihre Kirche. Mołtajny wurde Pfarrort, dem später noch die Filialkirche in Aptynty (deutsch Aftinten) beigegeben wurde. Die Pfarrei gehört zum Dekanat Kętrzyn II (Rastenburg Nordost) im jetzigen Erzbistum Ermland.